# Східна Ява
Східна Ява (індонез. Jawa Timur), скорочено Джатім (індонез. Jatim) — провінція Індонезії. Вона межує з провінцією Центральна Ява на заході, Індійським океаном на півдні, Яванським морем на півночі та з Балійською протокою на сході. Провінція включає деякі острови в Яванському морі, найбільшими з яких є Мадура, Сапуді, Раас, Бавеан та групи островів Канґеан і Масалембу.
Площа провінції 47 800 км². Населення 37 209 740 осіб (2010). Адміністративний центр — місто Сурабая.

## Географія
Серія великих вулканів перетинає територію провінції із заходу на схід; найвищий серед них — Семеру (3 676 м над рівнем моря), вулкан Арджуно має висоту 3 339 м . Вулканічні гори утворюють нагірну зону, що є перешкодою для сполучення. Відкриті долини, шириною приблизно 30-50 км кожна, здебільшого вкриті уламками вулканічних порід, відокремлюють вершини. Родючість ґрунтів поповнюється вулканічною лавою та попелом. Уривчаста серія плато розташована на південь від вулканічних гір і тягнеться на більше ніж 160 км вздовж південного узбережжя. Північний бік поясу вулканічних гір включає гори Капур Утара; ці вапнякові вершини тягнуться на схід до острова Мадура й контрастують із високо родючою північною прибережною частиною провінції.
Утворення розривів і складчастість спричинили спрямування багатьох річок на північ. Басейні річок Соло та Брантас заходять глибоко в південні гори. Інші важливі річки провінції — Мадіун у західно-центральній частині та Сампеян на південному сході.
Гористий регіон (за винятком східної частини) має багату рослинність з тикових, хвойних, ебенових дерев, бетелевої пальми (Areca catechu), дубів та кленів, казуаринових. Річкові басейни межують із густими хащами бамбука та береговими низинами.

## Економіка
Сільське господарство — основне джерело засобів існування для місцевого населення. Основний урожай приносить рис, його вирощують на терасах. На схилах гір та прибережних рівнинах також вирощують каучукові дерева, тютюн, цукровий очерет, каву, чай, копру, кукурудзу, маніок, спеції. Капок та хінне дерево вирощують на високогірних плато.
Промисловість включає підприємства суднобудування, збирання автомобілів, виробництва тканин, виробів з металу, шкіри та гуми, нафтопродуктів, транспортного устаткування, паперу, скла, хімікатів, харчових продуктів, напоїв та цигарок. Нафтоочисний завод розташований у Вонокромо (Сурабая), завод добрив — в Ґресіку.
Мережа автомобільних доріг та залізниць з'єднує Сурабаю з усіма іншими найбільшими містами провінції: Пасуруан, Проболінго, Маланг, Блітар, Кедірі, Мадіун, Моджокерто.

## Населення
Яванці та мадурці — найбільші етнічні групи провінції. Тут проживає також невелика кількість балійців, індійців та китайців.
Етнічний склад населення провінції, за даними перепису населення 2000 року, був таким:
| Народи   | Чисельність | Доля в населенні |
| -------- | ----------- | ---------------- |
| Яванці   | 27 344 974  | 78,68 %          |
| Мадурці  | 6 281 058   | 18,07 %          |
| Осинги   | 297 372     | 0,86 %           |
| Китайці  | 190 968     | 0,55 %           |
| Бавеанці | 60 703      | 0,17 %           |
| Сунданці | 39 945      | 0,11 %           |
| Тенгери  | 33 886      | 0,10 %           |
| Інші     | 507 433     | 1,46 %           |
| Всього   | 34 756 400  | 100,00 %         |

Осинги, бавеанці та тенгери зазвичай уважаються субетносами яванців.
Майже всі жителі провінції сповідують іслам. За даними перепису населення 2010 року тут проживало 36 113 396 мусульман (96,4 % населення); серед інших найбільше було християн — 872 671 осіб (2,3 % населення).
Ранні індуїстські та буддійські цивілізації залишили багато печер, храмів, зображень богів у різних місцях на території провінції.

## Адміністративний поділ

Мапа провінції Східна Ява

До складу провінції входять 29 округів та 9 муніципалітетів (міст):
| Назва                                        | Площа, км² | Населення, осіб (2010, перепис) | Адміністративний центр             |
| -------------------------------------------- | ---------- | ------------------------------- | ---------------------------------- |
| Пачитан (індонез. Pacitan)                   | 1 389,92   | 540 881                         | Пачитан (індонез. Pacitan)         |
| Понорого (індонез. Ponorogo)                 | 1 305,70   | 855 281                         | Понорого (індонез. Ponorogo)       |
| Тренгалек (індонез. Trenggalek)              | 1 147,22   | 674 411                         | Тренгалек (індонез. Trenggalek)    |
| Тулунгагунг (індонез. Tulungagung)           | 1 055,65   | 990 158                         | Тулунгагунг (індонез. Tulungagung) |
| Блітар (індонез. Blitar)                     | 1 336,48   | 1 116 639                       | Канігоро (індонез. Kanigoro)       |
| Кедірі (індонез. Kediri)                     | 1 386,05   | 1 499 768                       | Нгасем (індонез. Ngasem)           |
| Маланг (індонез. Malang)                     | 3 530,65   | 2 446 218                       | Кепанджен (індонез. Kepanjen)      |
| Лумаджанг (індонез. Lumajang)                | 1 790,90   | 1 006 458                       | Лумаджанг (індонез. Lumajang)      |
| Джембер (індонез. Jember)                    | 3 092,34   | 2 332 726                       | Джембер (індонез. Jember)          |
| Баньювангі (індонез. Banyuwangi)             | 5 782,40   | 1 556 078                       | Баньювангі (індонез. Banyuwangi)   |
| Бондовосо (індонез. Bondowoso)               | 1 525,97   | 736 772                         | Бондовосо (індонез. Bondowoso)     |
| Ситубондо (індонез. Situbondo)               | 1 669,87   | 647 619                         | Ситубондо (індонез. Situbondo)     |
| Проболінго (індонез. Probolinggo)            | 1 696,21   | 1 096 244                       | Краксаан (індонез. Kraksaan)       |
| Пасуруан (індонез. Pasuruan)                 | 1 474,02   | 1 512 468                       | Бангіл (індонез. Bangil)           |
| Сидоарджо (індонез. Sidoarjo)                | 634,38     | 1 941 497                       | Сидоарджо (індонез. Sidoarjo)      |
| Моджокерто (індонез. Mojokerto)              | 717,83     | 1 025 443                       | Моджосарі (індонез. Mojosari)      |
| Джомбанг (індонез. Jombang)                  | 1 115,09   | 1 202 407                       | Джомбанг (індонез. Jombang)        |
| Нганджук (індонез. Nganjuk)                  | 1 224,25   | 1 017 030                       | Нганджук (індонез. Nganjuk)        |
| Мадіун (індонез. Madiun)                     | 1 037,58   | 662 278                         | Чарубан (індонез. Caruban)         |
| Магетан (індонез. Magetan)                   | 688,84     | 620 442                         | Магетан (індонез. Magetan)         |
| Нгаві (індонез. Ngawi)                       | 1 295,98   | 817 765                         | Нгаві (індонез. Ngawi)             |
| Боджонегоро (індонез. Bojonegoro)            | 2 198,79   | 1 209 973                       | Боджонегоро (індонез. Bojonegoro)  |
| Тубан (індонез. Tuban)                       | 1 834,15   | 1 118 464                       | Тубан (індонез. Tuban)             |
| Ламонган (індонез. Lamongan)                 | 1 782,05   | 1 179 059                       | Ламонган (індонез. Lamongan)       |
| Гресік (індонез. Gresik)                     | 1 191,25   | 1 177 042                       | Гресік (індонез. Gresik)           |
| Банкалан (індонез. Bangkalan)                | 1 001,44   | 906 761                         | Банкалан (індонез. Bangkalan)      |
| Сампанг (індонез. Sampang)                   | 1 233,08   | 877 772                         | Сампанг (індонез. Sampang)         |
| Памекасан (індонез. Pamekasan)               | 792,24     | 795 918                         | Памекасан (індонез. Pamekasan)     |
| Суменеп (індонез. Sumenep)                   | 1 998,54   | 1 042 312                       | Суменеп (індонез. Sumenep)         |
| місто Кедірі (індонез. Kota Kediri)          | 63,40      | 268 507                         |                                    |
| місто Блітар (індонез. Kota Blitar)          | 32,57      | 131 968                         |                                    |
| місто Маланг (індонез. Kota Malang)          | 145,28     | 820 243                         |                                    |
| місто Проболінго (індонез. Kota Probolinggo) | 56,67      | 217 062                         |                                    |
| місто Пасуруан (індонез. Kota Pasuruan)      | 35,29      | 186 262                         |                                    |
| місто Моджокерто (індонез. Kota Mojokerto)   | 16,47      | 120 196                         |                                    |
| місто Мадіун (індонез. Kota Madiun)          | 33,92      | 170 964                         |                                    |
| місто Сурабая (індонез. Kota Surabaya)       | 350,54     | 2 765 487                       |                                    |
| місто Бату (індонез. Kota Batu)              | 136,74     | 190 184                         |                                    |
| Провінція Східна Ява                         | 47 799,75  | 32 476 757                      | Сурабая (індонез. Surabaya)        |